# Cicindelinae
Sous-famille
Taxons de rang inférieur
- Cicindelini
- Collyridini
- Manticorini
- Megacephalini

Les Cicindelinae sont une sous-famille d'insectes coléoptères de la famille des Carabidae. Certains auteurs en font toutefois une famille à part entière: les Cicindelidae. Les cicindèles sont des insectes prédateurs ayant la capacité de courir relativement vite. L'espèce la plus rapide, Cicindela hudsoni, originaire d'Australie, peut atteindre 9 km/h, soit environ 53,37 longueurs de corps par seconde. En 2005, on décomptait près de 2 600 espèces et sous-espèces de cicindèles à travers le monde. La plus grande diversité se retrouve dans les régions orientales et dans les régions néotropicales.

## Description

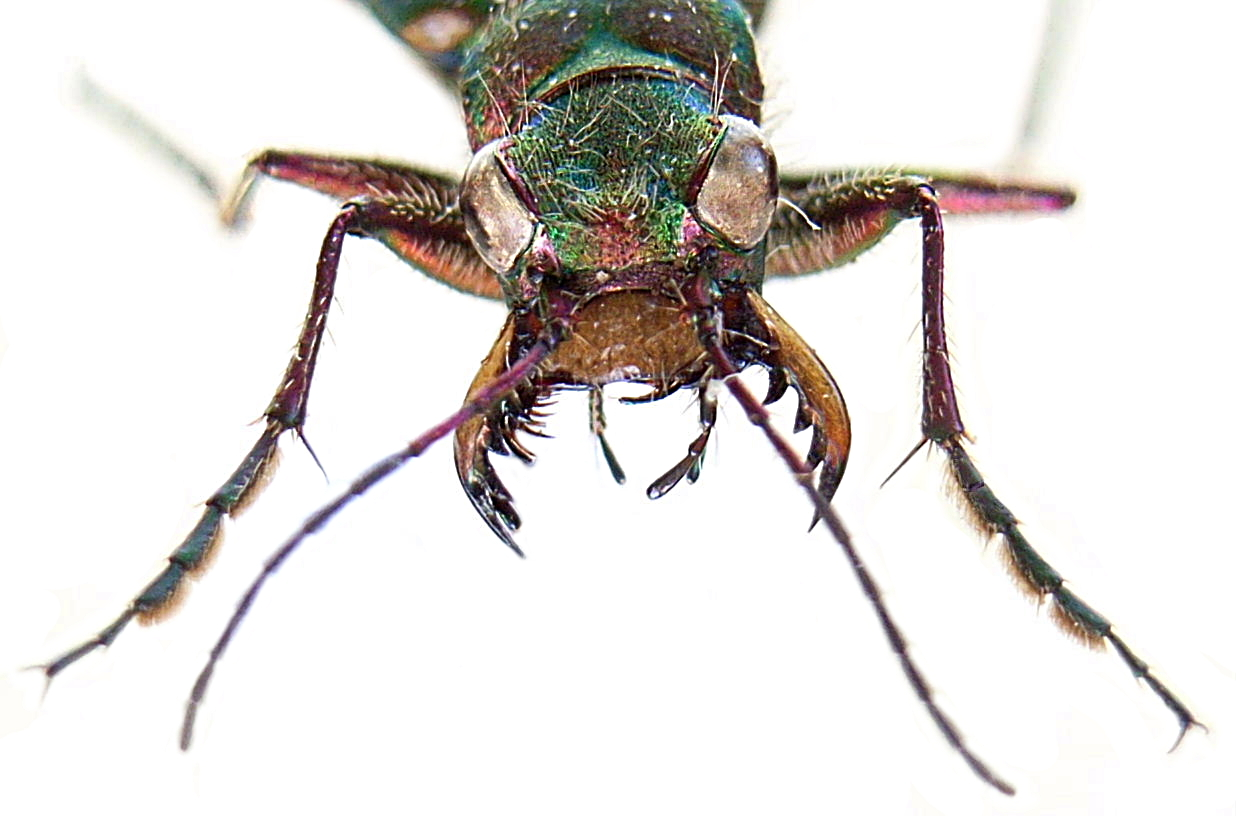
Les cicindèles ont des mandibules bien développées. Photo de l'espèce Cicindela campestris

Les Cicindelinae ont généralement des yeux imposants, des pattes élancées et des mandibules robustes. Certains genres, comme Cicindela et Tetracha arborent des couleurs vives et métalliques. D'autres, comme Omus, Amblycheila et Manticora sont plutôt sombres et de couleur uniforme. Certains genres sont diurnes, d'autres nocturnes. 

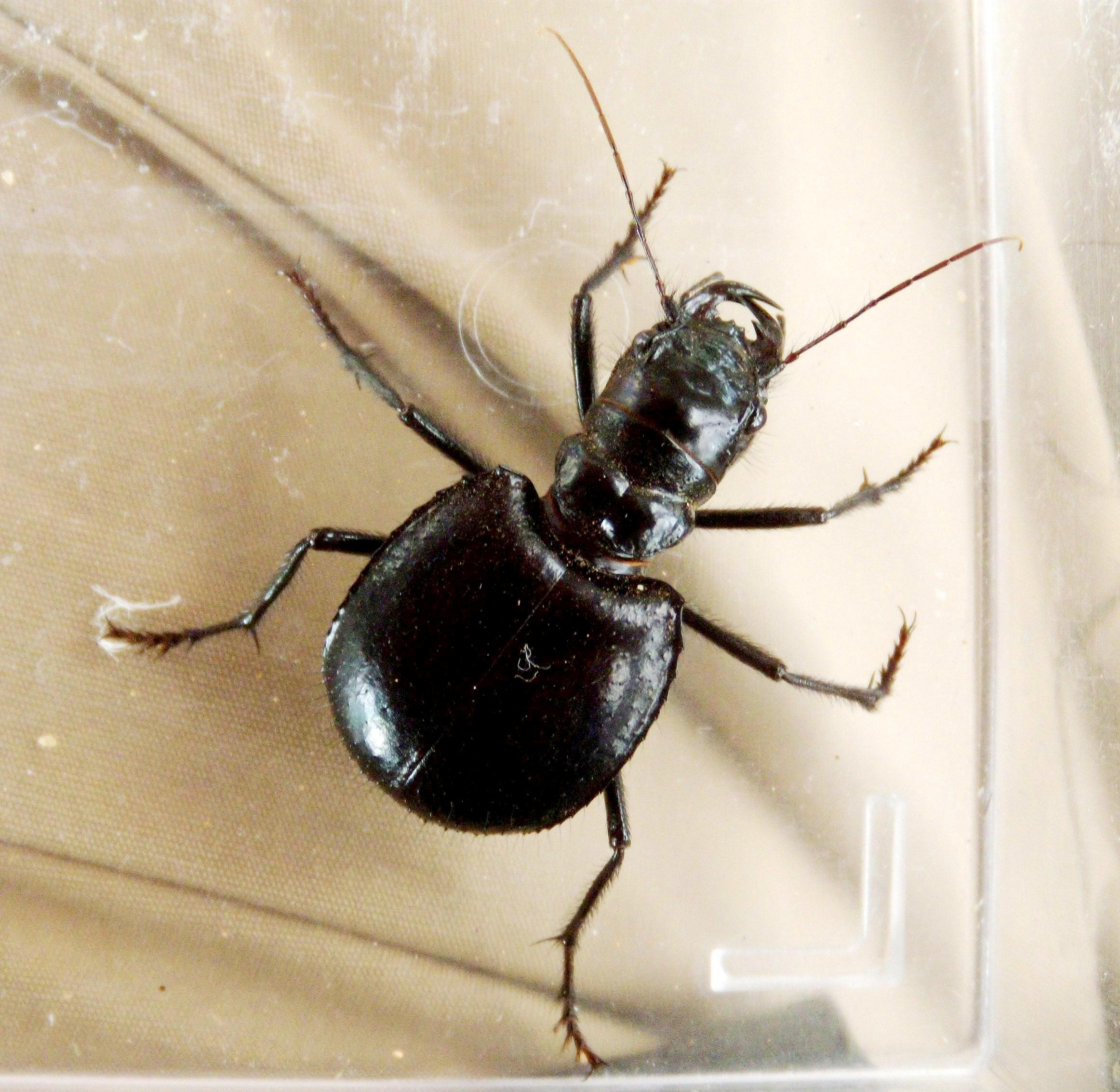
Le genre Manticora comprend les plus grandes espèces de la sous-famille

Le genre Manticora comprend les plus grandes cicindèles de la sous-famille. Celles-ci se retrouvent principalement dans les régions arides de l'Afrique australe.

## Répartition
On trouve des représentants de cette sous-famille sur tous les continents. Certains genres (comme Cicindela) sont aussi cosmopolites. 

## Écologie
Les larves et les adultes sont des prédateurs voraces. La larve de cicindèle vit dans un terrier de forme cylindrique. Lorsqu'un insecte passe à proximité de celle-ci, elle rabat sa tête vers l'arrière et attrape sa proie. L'adulte capture ses proies à l'aide de ses larges mandibules. La plupart des espèces se déplacent et chassent à la surface du sol. Cependant, certaines espèces tropicales sont arboricoles. Les cicindèles vivent le long des rivages maritimes et lacustres, dans les dunes de sable, à proximité des lacs et des rivières. Elles sont particulièrement abondantes et diversifiées dans les habitats à sol sableux.
Plusieurs espèces de guêpes parasites du genre Methocha (famille des Tiphiidae) pondent leurs œufs sur les larves de diverses espèces de Cicindela. Les cicindèles sont considérées comme de bonnes indicatrices de la santé de leur habitat. Elles ont d'ailleurs été utilisées dans plusieurs études écologiques sur la biodiversité[Lesquelles ?].

## Principauxgenres

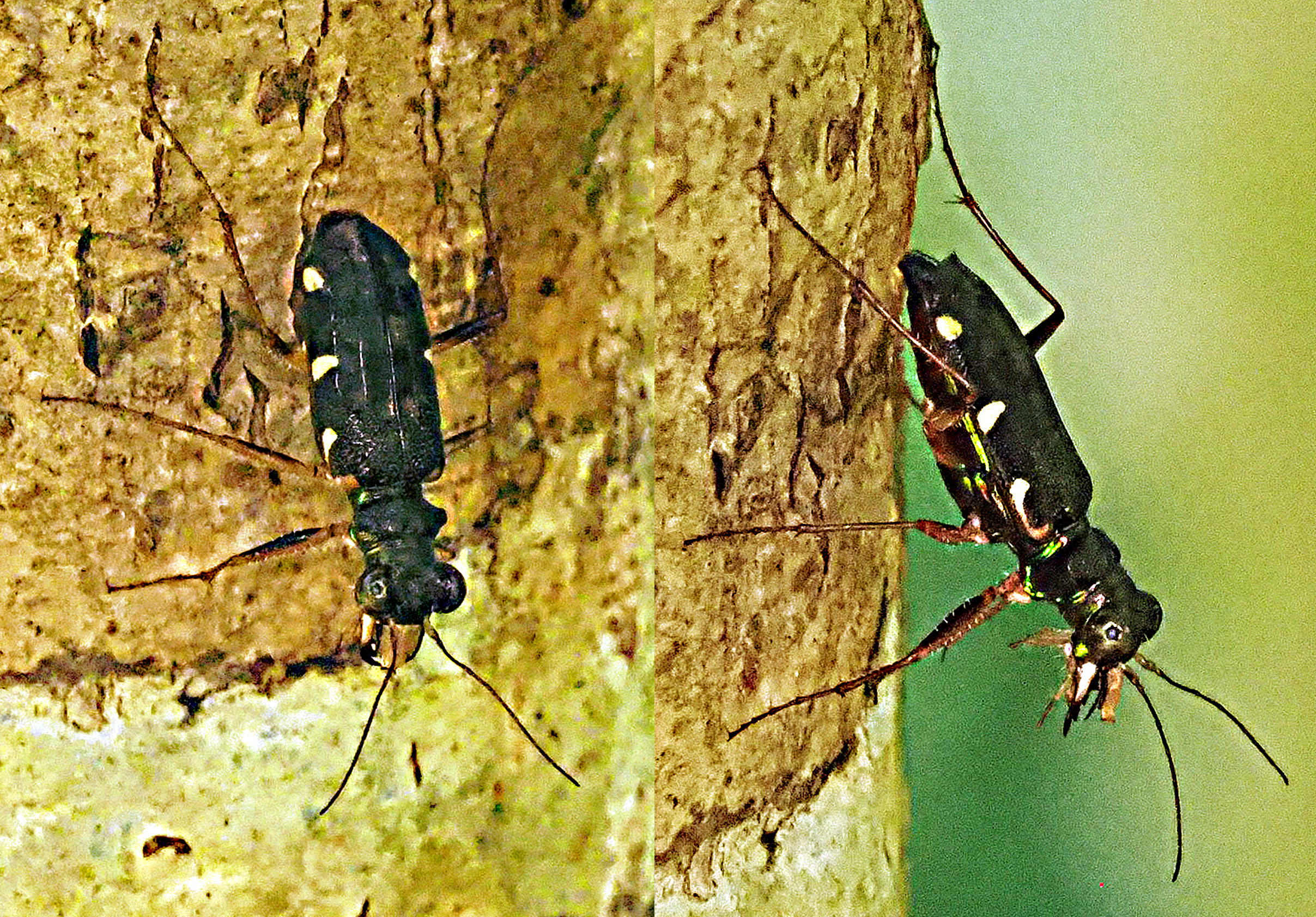
Caledonica mniszechi (Thomson, 1856) à l'affût sur un tronc de Manguier (Nouvelle-Calédonie)

- Amblycheila
- Caledonica
- Caledonica mniszechi (Thomson, 1856) à l'affût sur un tronc de Manguier ( Nouvelle-Calédonie)Cicindela
- Cylindera
- Manticora
- Megacephala
- Omus

## Galerie

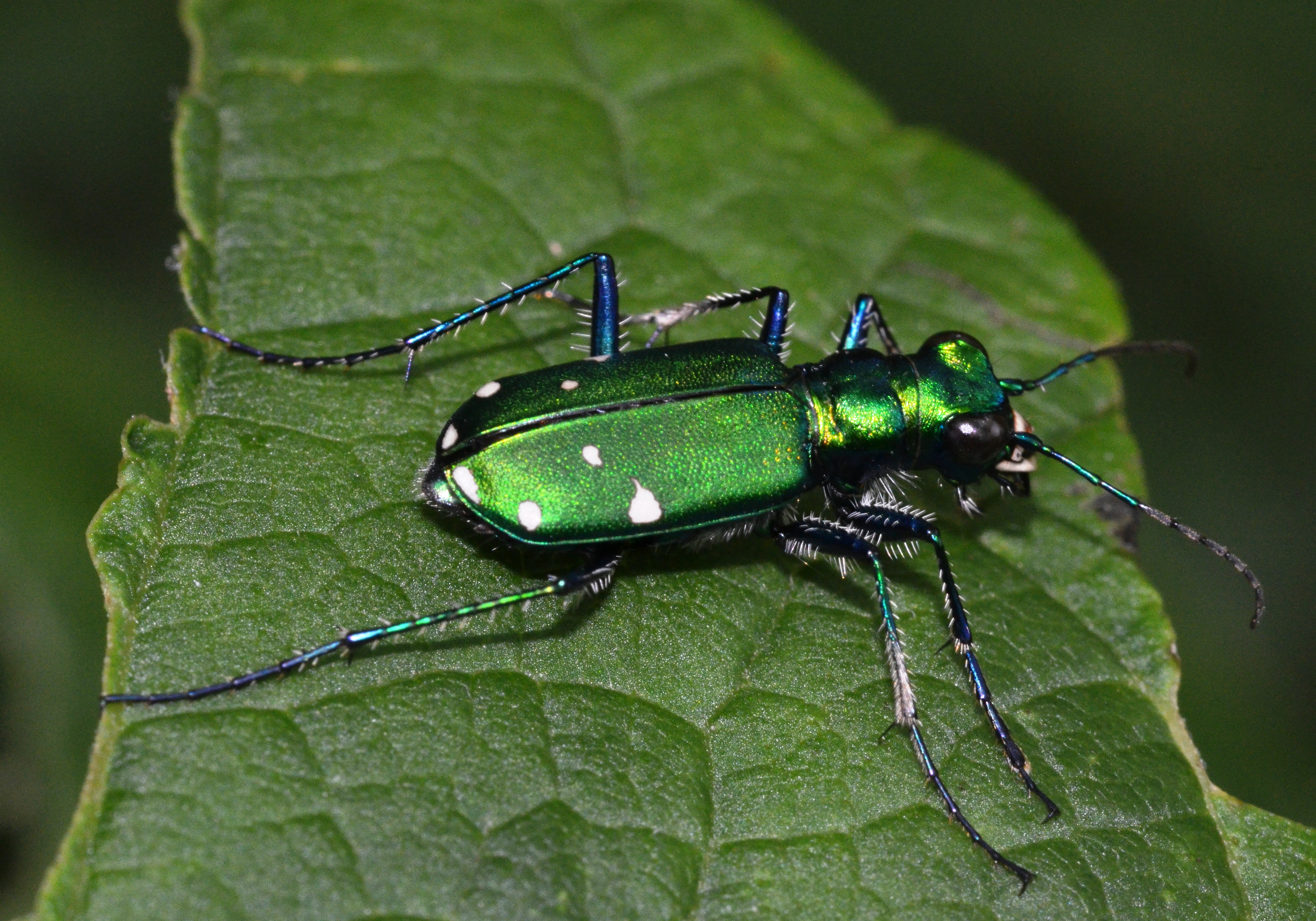
Cicindela sexguttata
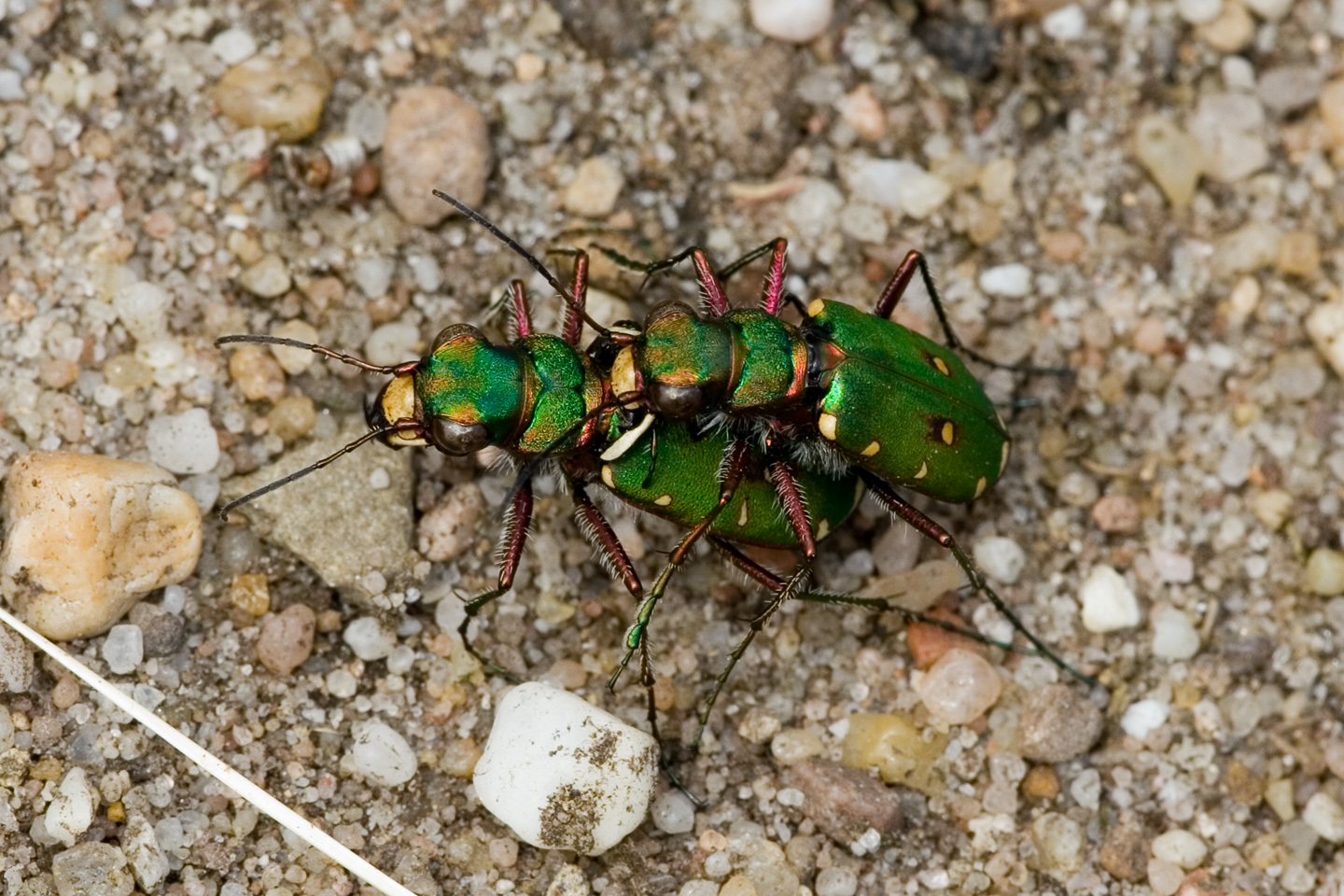
Cicindela campestris
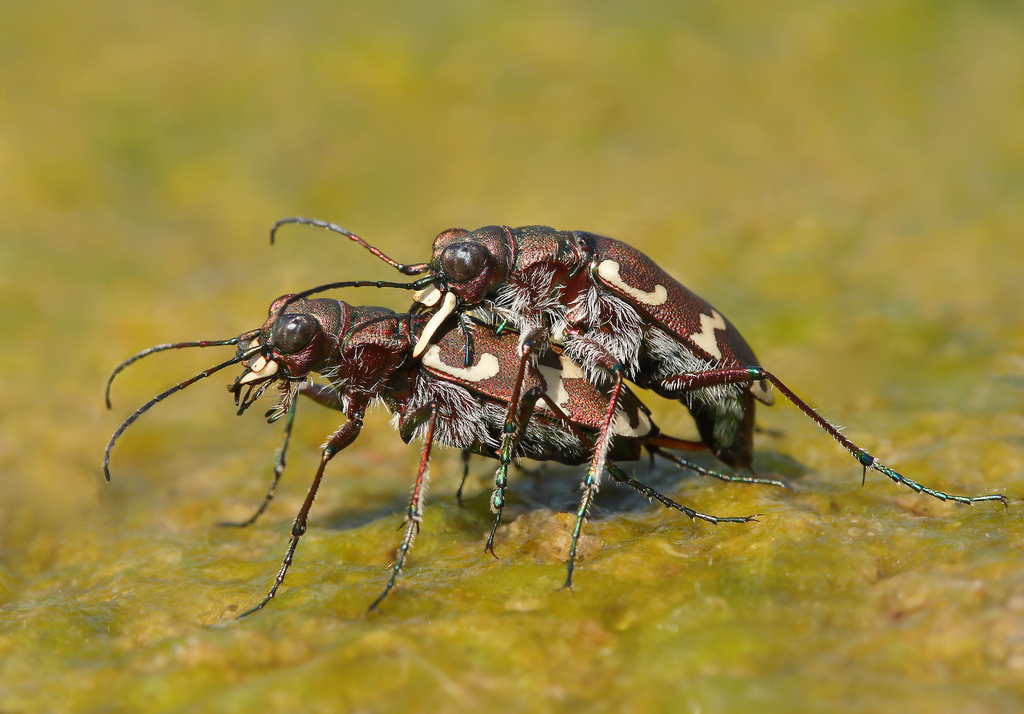
Cicindela hybrida
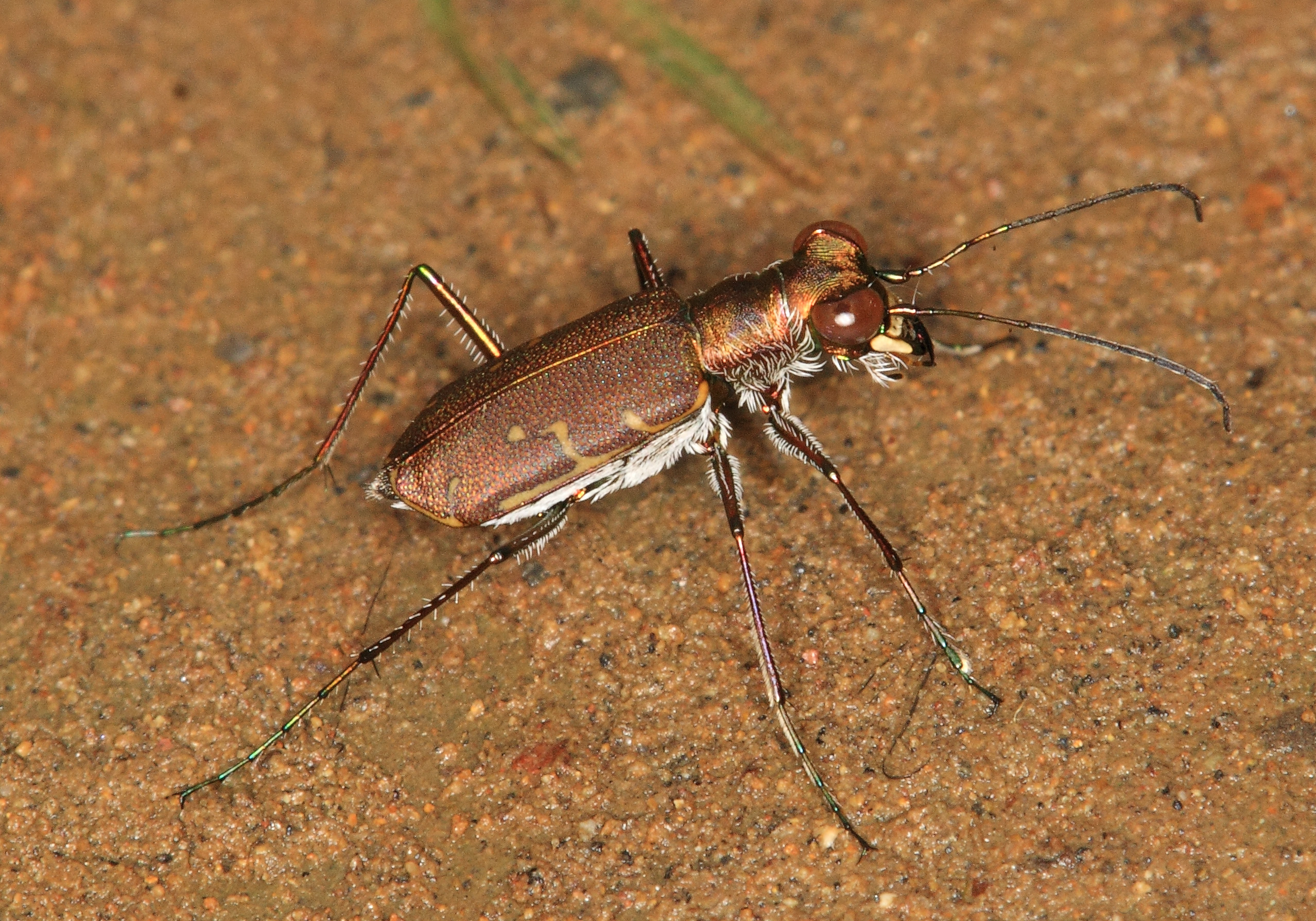
Cylindera minuta
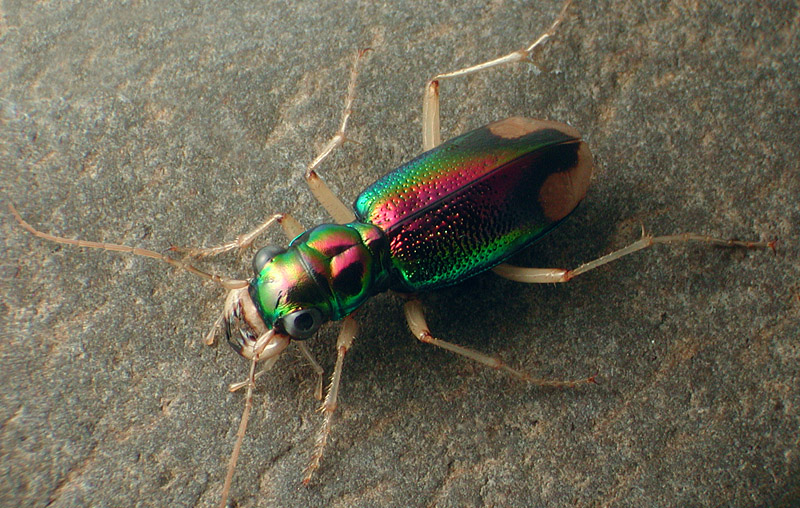
Megacephala carolina
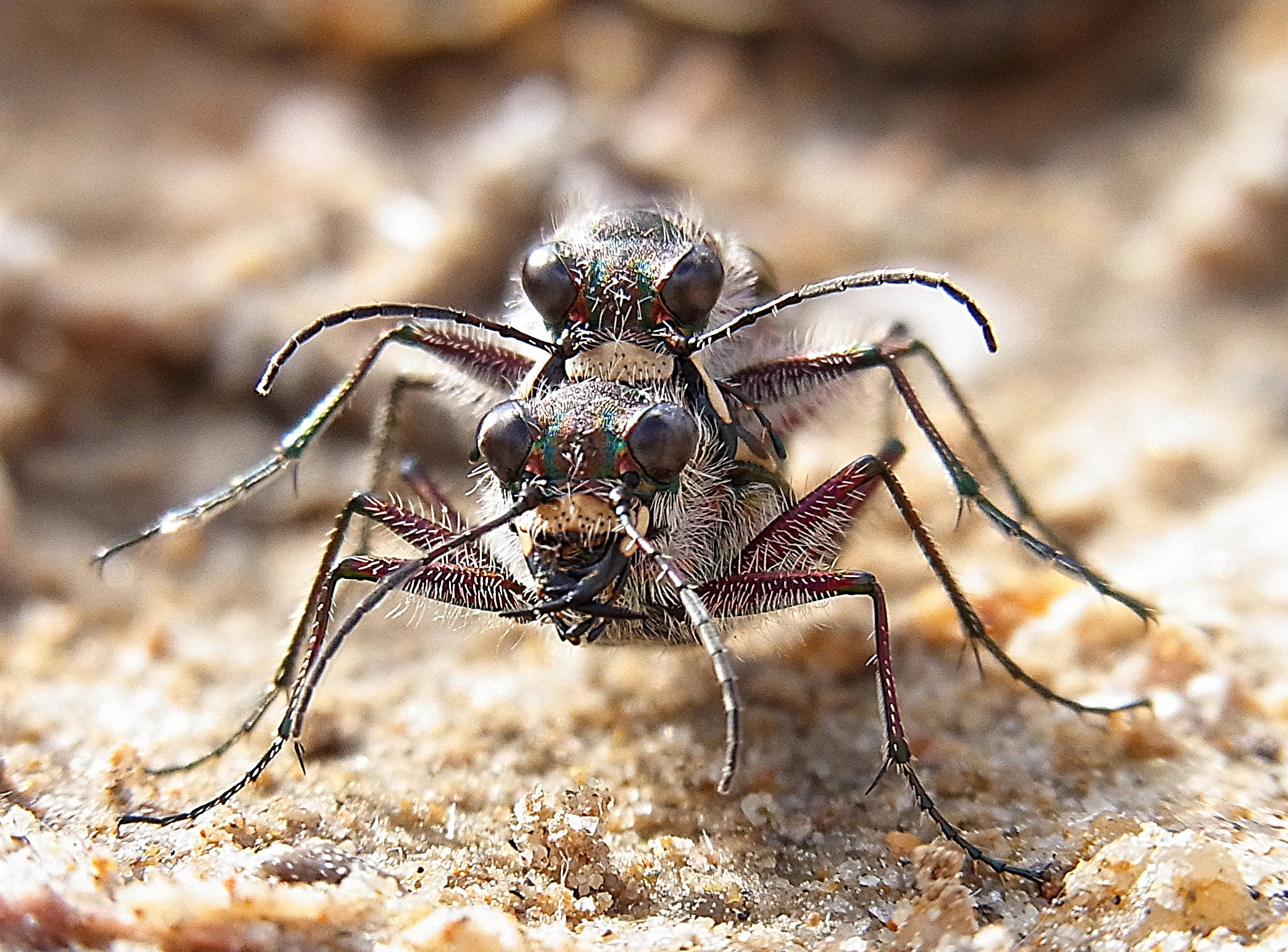
Calomera littoralis nemoralis
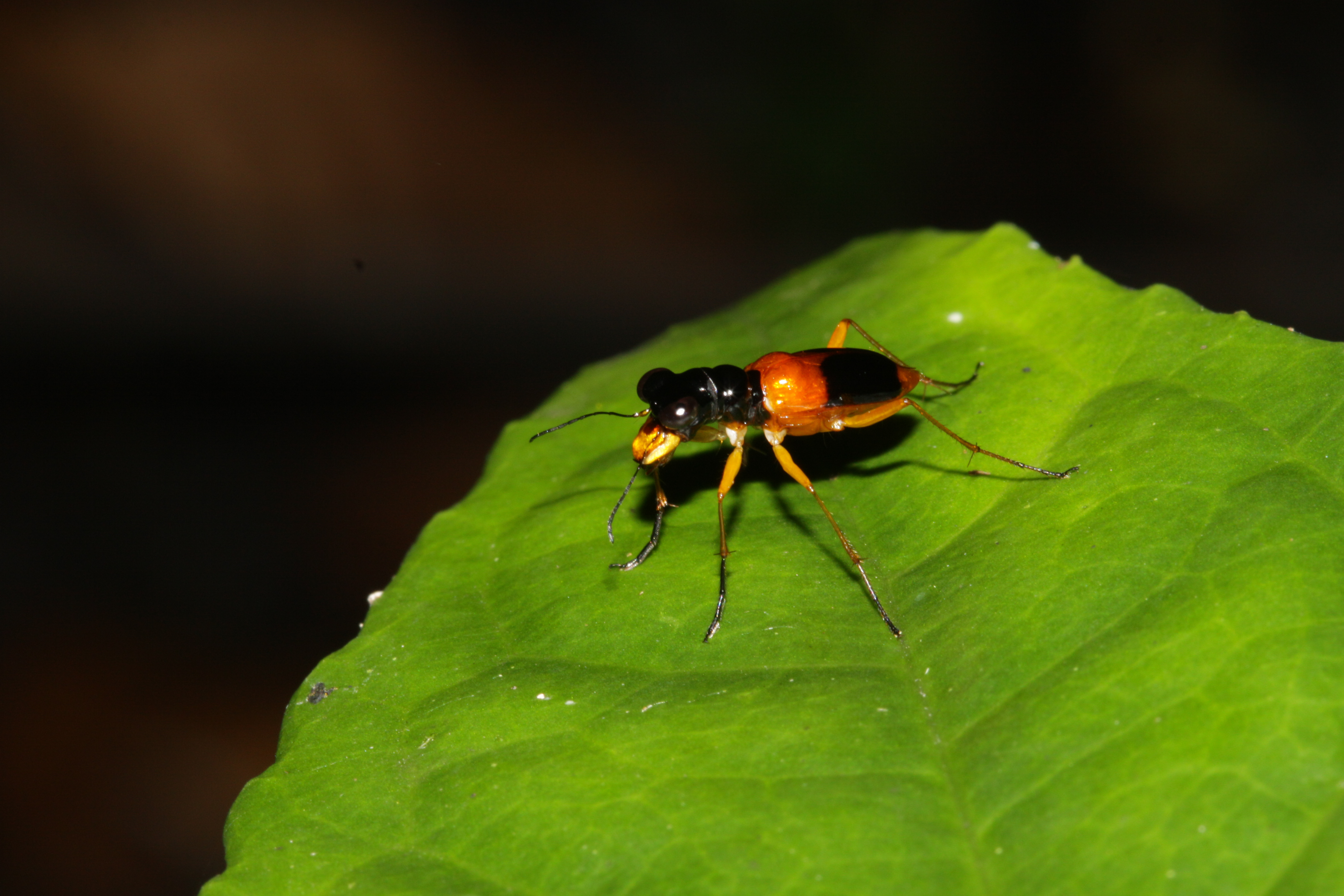
Therates latreillei
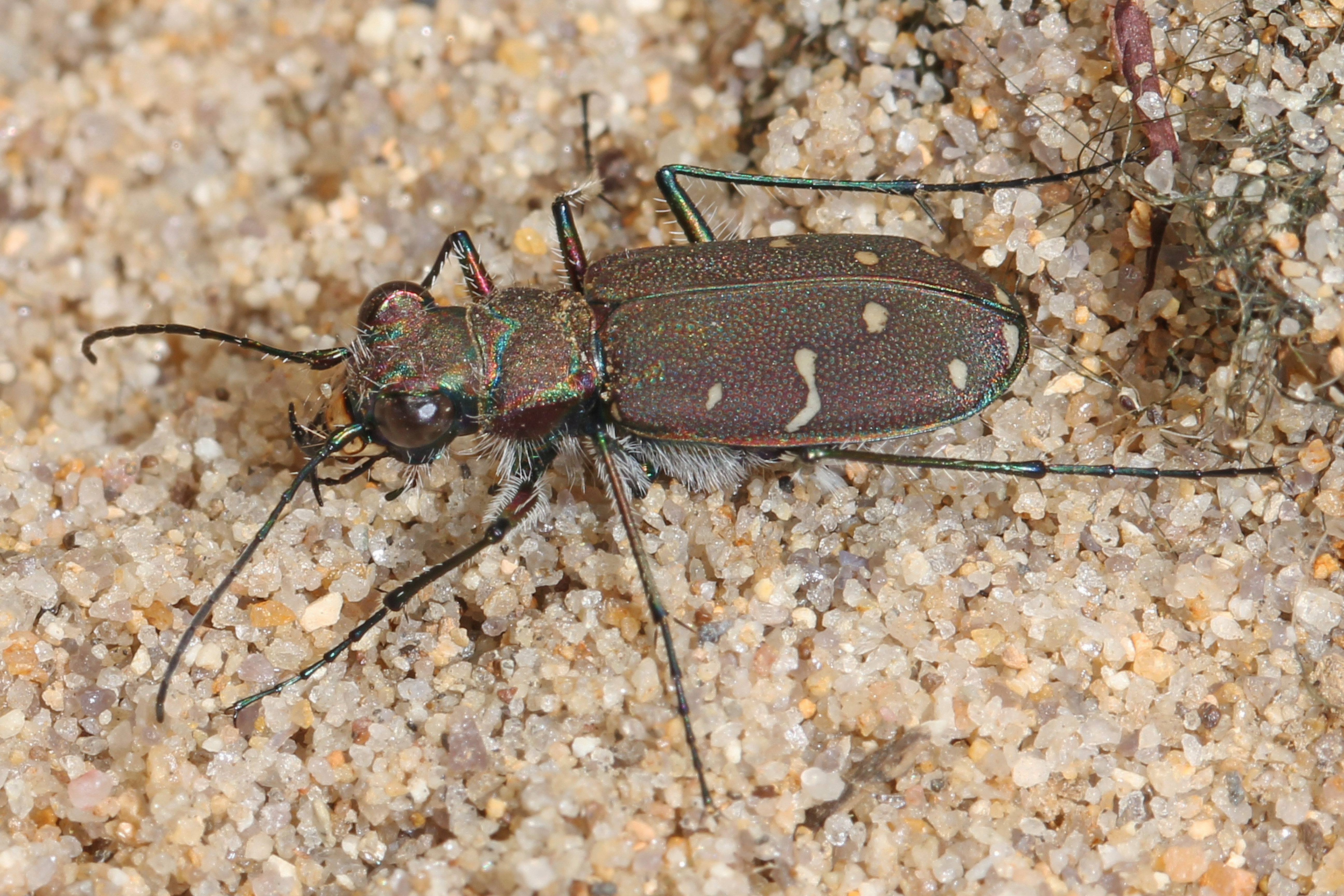
Cicindela duodecimguttata

## Ouvrages
- Štrunk (V.), 2020. Tiger Beetles of the World. . PhotoMusic, Rožnov pod Radhoštěm, Tchéquie.
- Werner (K.), 1991-1995. Les Coléoptères du Monde, volumes 13, 15, 18 & 20, Sciences Nat, Venette